# 河 (电影)
《河》（英語：River），松太加执导和编剧，央金拉姆、仁增卓玛、格日才旦主演的剧情片，2015年2月11日在第65届柏林国际电影节首映。

## 剧情
《河》讲述“央金”遭到怀二胎的母亲断奶之后内心产生困惑，描述了他们三人以及爷爷一家三代人内心各自的想法和冲突。

## 演出
| 演员     | 角色 | 备注         |
| 央金拉姆 | 央金 |              |
| 仁增卓玛 | 母亲 |              |
| 格日才旦 | 格日 | 央金的爸爸。 |
| 柯智     | 爷爷 |              |

## 制作
2011年夏天，松太加遇到央金拉姆，央金拉姆的可爱和灵动打动了他，他决定拍摄一部电影。《河》一共花费3年拍摄和制作，取景地在松太加家乡同德县的夏季牧场。

## 奖项
| 日期   | 奖项                   | 类别                         | 被提名者 | 结果 | 备注  |
| ------ | ---------------------- | ---------------------------- | -------- | ---- | ----- |
| 2015年 | 第65届柏林国际电影节   | 水晶熊之新人代单元：最佳影片 | 《河》   | 提名 | [ 2 ] |
| 2015年 | 第18届上海国际电影节   | 亚洲新人奖之最佳影片         | 松太加   | 提名 |       |
| 2015年 | 第18届上海国际电影节   | 亚洲新人奖之最佳男主角       | 格日才旦 | 提名 | [ 3 ] |
| 2015年 | 第18届上海国际电影节   | 亚洲新人奖之最佳女主角       | 央金拉姆 | 獲獎 | [ 3 ] |
| 2015年 | 第23届北京大学生电影节 | 最佳新人奖                   | 央金拉姆 | 獲獎 |       |
| 2015年 | 第23届北京大学生电影节 | 艺术探索奖                   | 《河》   | 提名 |       |
| 2015年 | 第9届FIRST青年电影展   | 最佳剧情长片                 | 《河》   | 提名 |       |
| 2015年 | 第9届FIRST青年电影展   | 最佳导演                     | 松太加   | 提名 |       |
| 2015年 | 第9届FIRST青年电影展   | 最佳演员                     | 央金拉姆 | 提名 |       |
| 2015年 | 第9届FIRST青年电影展   | 最佳艺术贡献奖               | 王猛     | 提名 |       |

## 外部连接
- 豆瓣电影上《河》的資料 （简体中文）
- 时光网上《河》的資料（简体中文）
- 互联网电影数据库（IMDb）上《河》的资料（英文）